# F(x)
f(x) (coréen : 에프엑스), est un girl group sud-coréen formé par SM Entertainment en 2009. Le groupe se compose originellement de cinq membres : Victoria, Amber, Luna et Krystal et Sulli. Néanmoins, cette dernière quitte le groupe le 7 août 2015, pour se concentrer sur sa carrière d'actrice. Après 2015, f(x) poursuit sa carrière en tant que quatuor. Le groupe s'est dissout en 2019 après que les membres du groupe aient choisi de ne pas renouveler leurs contrats[réf. nécessaire].

## Biographie

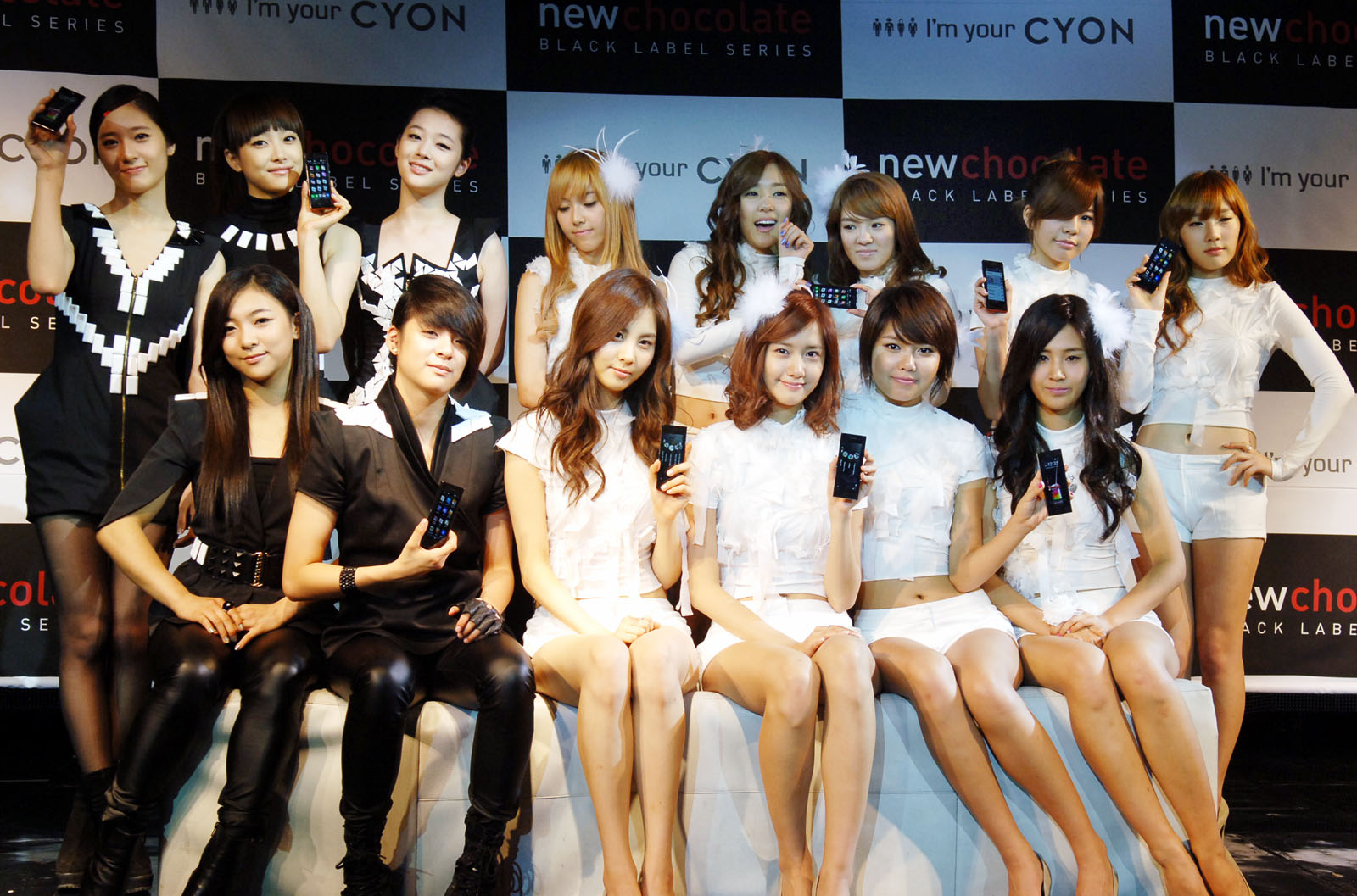
F(x) et les Girls' Generation en 2009, lors d'une performance de leur single Chocolate Love afin de présenter les téléphones Chocolate et Cookie de LG.

### Signification du nom
Le f signifie flower (« fleur » en anglais), et le x fait référence au chromosome féminin XX, ou bien que f(x) signifierait « tout comme une formule dans laquelle le résultat varie en fonction de l’inconnue ‘x’, nous allons promouvoir en Asie le talent et les charmes uniques de chaque membre. »
La couleur officielle du groupe est le pervenche.

### Prémices (2000-2008)
Krystal est d'abord repérée par SM Entertainment en 2000 lors d'un voyage avec sa famille en Corée du Sud, ce qui lui vaut une brève apparition dans le clip Wedding March du boys band Shinhwa.
L’ancienne membre, Sulli, elle, fait ses débuts en tant qu'actrice en 2005, avec le rôle de la Princesse Sun-hwa dans le drama de la SBS, The Ballad of Seo-dong. En 2006, SM Entertainment recrute Luna, après avoir vu son interprétation à la télévision sur la chaîne SBS dans le show télé Truth Game.
Victoria est repérée par un agent de SM Entertainment lors d'une compétition de danse à Pékin, et a ensuite rejoint la société. Deux mois plus tard, Amber est recrutée en tant que stagiaire grâce aux auditions mondiales de la SM à Los Angeles, en Californie.

### Débuts et popularisation (2009–2010)
Avant les débuts du groupe, SM Entertainment dévoile un teaser le 24 août 2009 sur YouTube. Au début de septembre 2009, elles commencent leur carrière avec le single LA chA TA. Peu de temps après, elles font leur premier concert à travers un showcase d'une heure le 2 septembre 2009, auquel assistent leurs aînés de SM Entertainment, SHINee et Girls' Generation, afin de les soutenir. Pour appuyer leurs débuts, les f(x) sortent par la suite deux singles intitulés Chocolate Love et Chu.
Le 4 mai 2010, moins d'un an après leur lancement, le girl group sort un mini-album contenant six pistes, intitulé Nu ABO, avec le titre phare du même nom. Avec cet album, elles dévoilent un style plutôt rétro. Le 6 mai, le clip de Nu ABO est mis en ligne.
Amber fait une pause en juin en raison d'une blessure à la cheville, le groupe doit alors réaliser le reste des activités de l'année sans elle. Le groupe commence à jouer M. Boogie de Nu ABO, sur des shows musicaux à partir du 17 juillet 2010. f(x) participe au SMTown Live '10 World Tour en direct le 21 août 2010, au Stade Olympique de Séoul Jamsil. Elles l'effectuent également à Tokyo, Shanghai, Los Angeles et Paris à des dates ultérieures.
Il s'agit de la première fois que f(x) et les autres groupes de SM Entertainment chantent en dehors de l'Asie. Avex Entertainment et SM Entertainment Japan publient une déclaration sur le renouvellement des contrats des artistes de SM signés avec le label le 24 novembre 2010. Ils ont déclaré que f(x) est maintenant signé avec Avex Entertainment, et leurs albums seront publiés sous le label au Japon, Taïwan, Chine et Hong Kong.

### Singles, tournées et débuts au Japon (2011–2012)
Le 7 avril 2011, elles font leur retour avec le single Pinocchio et le 20 avril leur premier album studio du même nom est dévoilé à la télévision coréenne. Quelques semaines après leur retour, le 22 avril 2011, le girl group remporte pour la première fois une récompense au Music Bank puis au Inkigayo, sur la chaîne SBS.
En juin 2011, elles reviennent avec une chanson classée electropop, intitulée Hot Summer, et sortent en même temps un album homonyme réédité. Les filles remportent avec ce single l'émission Inkigayo du 26 juin 2011. F(x) participe au SMTown Live World Tour à Anaheim au Honda Center le 20 mai 2012 et à Hsinchu, au Taiwan Hsinchu County Stadium le 9 juin 2012, avec les autres groupes de leur label.

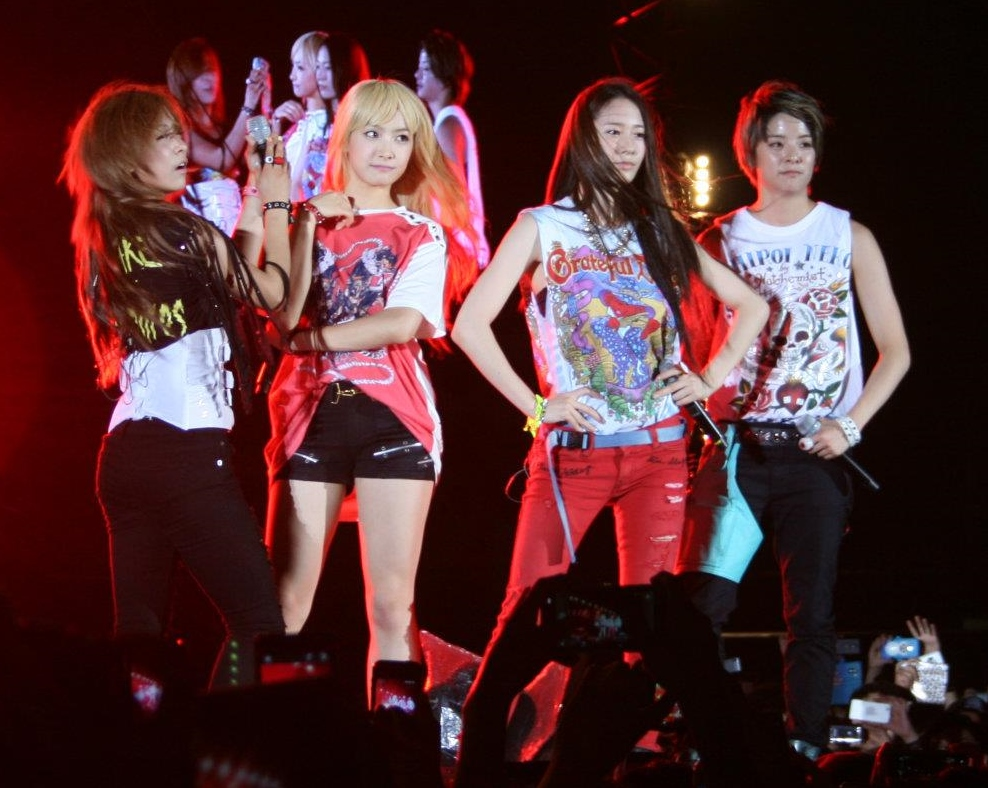
Luna, Victoria, Krystal et Amber interprétant Electric Shock.

Il est ensuite confirmé que f(x) serait de retour entre juin et juillet. Cependant, SM Entertainment confirme plus tard le 5 juin 2012, que les filles sortiraient un nouveau mini-album intitulé Electric Shock sur les sites de musique tels que iTunes le 10 juin 2012.
Le 5 juin, SM Entertainment publie une photo teaser de Krystal pour leur retour avec le mini-album Electric Shock. Le lendemain, SM publie les photos teaser de Victoria et Sulli. Deux jours après, la pochette de l'album ainsi que les dernières photos teaser sont dévoilées pendant l'émission M! Countdown. Le 8 juin, SM publie les photos teaser de Luna et Amber. Le girl group sort par la suite le teaser de la vidéo du titre Electric Shock.
Après la publication d'une série d'images et un teaser, f(x) publie le clip de Electric Shock, et sort leur EP du même nom le 10 juin 2012. Le 14 juin, elles commencent la promotion de leur album sur Mnet à l'émission M! Countdown. Le 27 juin 2012, le site japonais des f(x) est mis en ligne. Le groupe termine ses promotions avec Electric Shock le 15 juillet 2012.
Le girl group part ensuite au Japon, pour commencer une carrière plus approfondie dans ce pays.
Les représentants de SM Entertainment déclarent : « Bien que nous n'ayons pas encore défini notre emploi du temps, nous allons préparer f(x) pour leurs débuts officiels japonais au cours de la seconde moitié de l'année. » Un teaser de leur premier single japonais, un remake de leur hit coréen Hot Summer, est dévoilé le 31 juillet 2012. Le groupe commence ses promotions japonaises en publiant son hit Hot Summer. La piste est choisie pour illustrer la publicité de Uminoie Resort, donnant aux fans japonais un aperçu de la chanson.

### Rum Pum Pum Pum,Pink Tape,Red Lightet pause de Sulli (2013-2014)
Le 17 juillet 2013, un preview vidéo de Pink Tape est publiée sur la chaîne YouTube de SM Entertainment, marquant le retour du groupe. La vidéo teaser présente un aperçu de Shadow, dont les paroles sont écrites par les membres du groupe. Le 21 juillet, des photos teasers individuelles sont dévoilées. Le 22 juillet, le teaser de Rum Pum Pum Pum est mis en ligne par SM Entertainment, suivi deux jours plus tard du clip officiel le 24 juillet. Leur deuxième album Pink Tape est publié le 29 juillet, composé de douze titres et du single-titre Rum Pum Pum Pum. L'album atteint la première place de plusieurs classements musicaux incluant Soribada, Mnet, Melon, Bugs, Olleh, Naver, Daum, Monkey3 ou encore Cyworld. Le 25 juillet, f(x) commence les promotions pour Rum Pum Pum Pum et donc de Pink Tape au M! Countdown de Mnet. Pendant le cycle de promotion, f(x) effectue également Airplane en tant que special stage[Quoi ?] au M! Countdown et au Show Champion. 

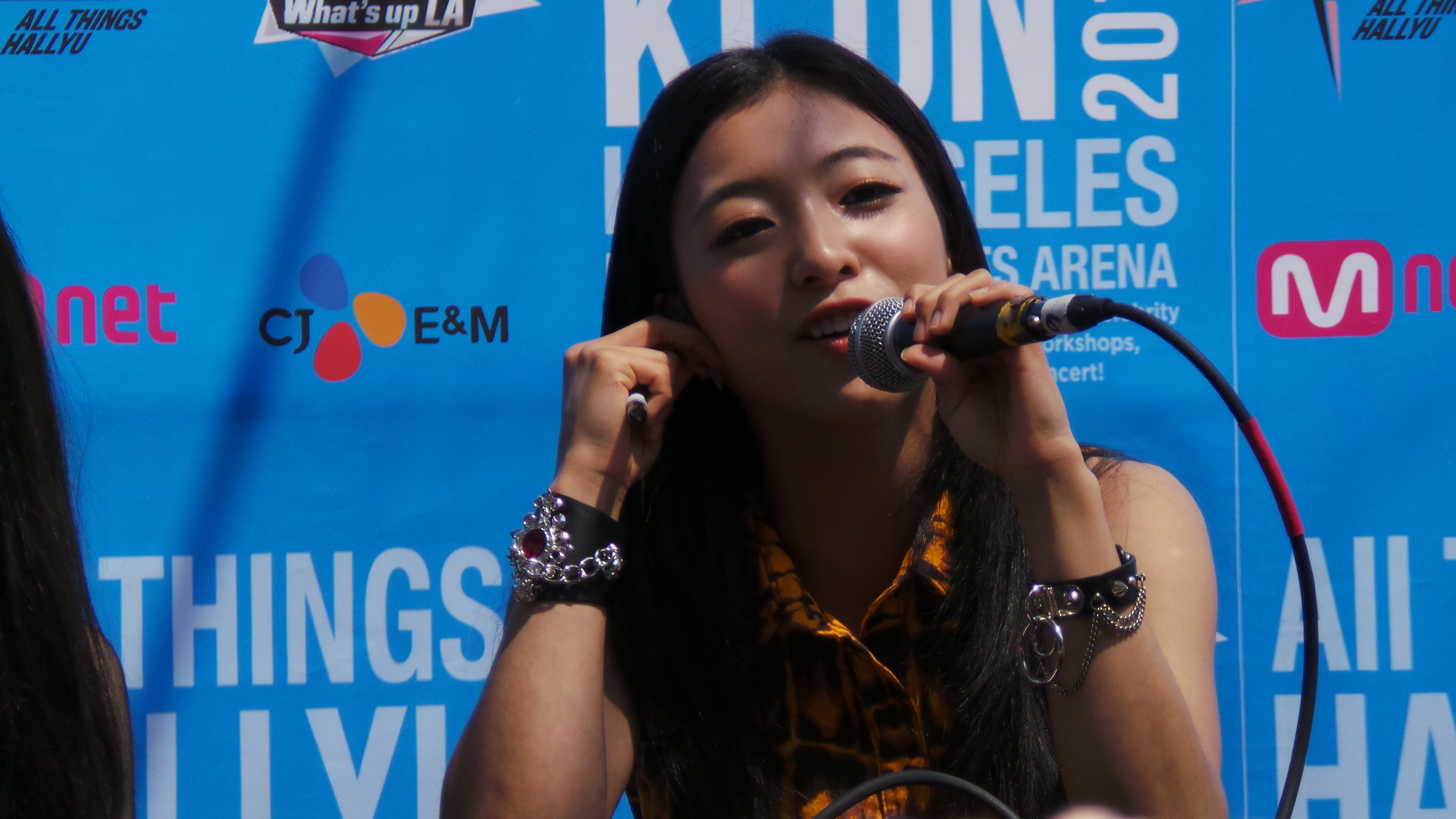
Luna au KCON 2013.

Elles sont récompensées quatre fois pour Rum Pum Pum Pum sur divers spectacles musicaux. Rum Pum Pum Pum atteint également la troisième place au classement Billboard dans la catégorie des « 20 meilleures chansons K-pop de 2013 ». Plus tard, f(x) et EXO tiennent deux concerts ensemble, intitulés SMTOWN WEEK f(x) & EXO Christmas Wonderland, au KINTEX et Ilsan le 24 et 25 décembre. f(x) y interprète plusieurs de leur chansons et des pistes de leur deuxième album Pink Tape. F(x) a tenu plusieurs autres spectacles spéciaux avec EXO.
En 2014, f(x) remporte plusieurs prix dont le « Group Artist Award » à la 20e édition des Korean Entertainment Arts Awards, le « Disk Bonsang » à la 28e édition des Golden Disk Awards, ainsi que le « Best Overseas Artist Performance » au Yin Yue Feng Yun Bang Awards organisés en Chine. Lors de la cérémonie des Golden Disk Awards, Krystal, Luna et Amber ont fait une reprise des Girls' Generation, The Boys.
Le 1er juillet 2014, le teaser de Red Light est publié par SM Entertainment, suivi du clip officiel de leur single éponyme, Red Light, deux jours plus tard, le 3 juillet.
Le troisième album studio des f(x), Red Light, est publié le 7 juillet 2014, constitué de deux versions : type A (Sleepy Cats) et du type B (Wild Cats). Lors de sa sortie, l'album et le single Red Light ont dominé pas moins de huit classements musicaux en Corée du Sud tels que : MelOn, Bugs, Genie, Naver Music et bien d’autres. Outre le premier titre, d'autres titres comme Milk, All Night, Butterfly, Rainbow et Dracula se sont classés dans le top 10 des classements en temps réel. Red Light est du genre electro house. L'album fait entendre des sons différents et dispose d'un total de onze titres.

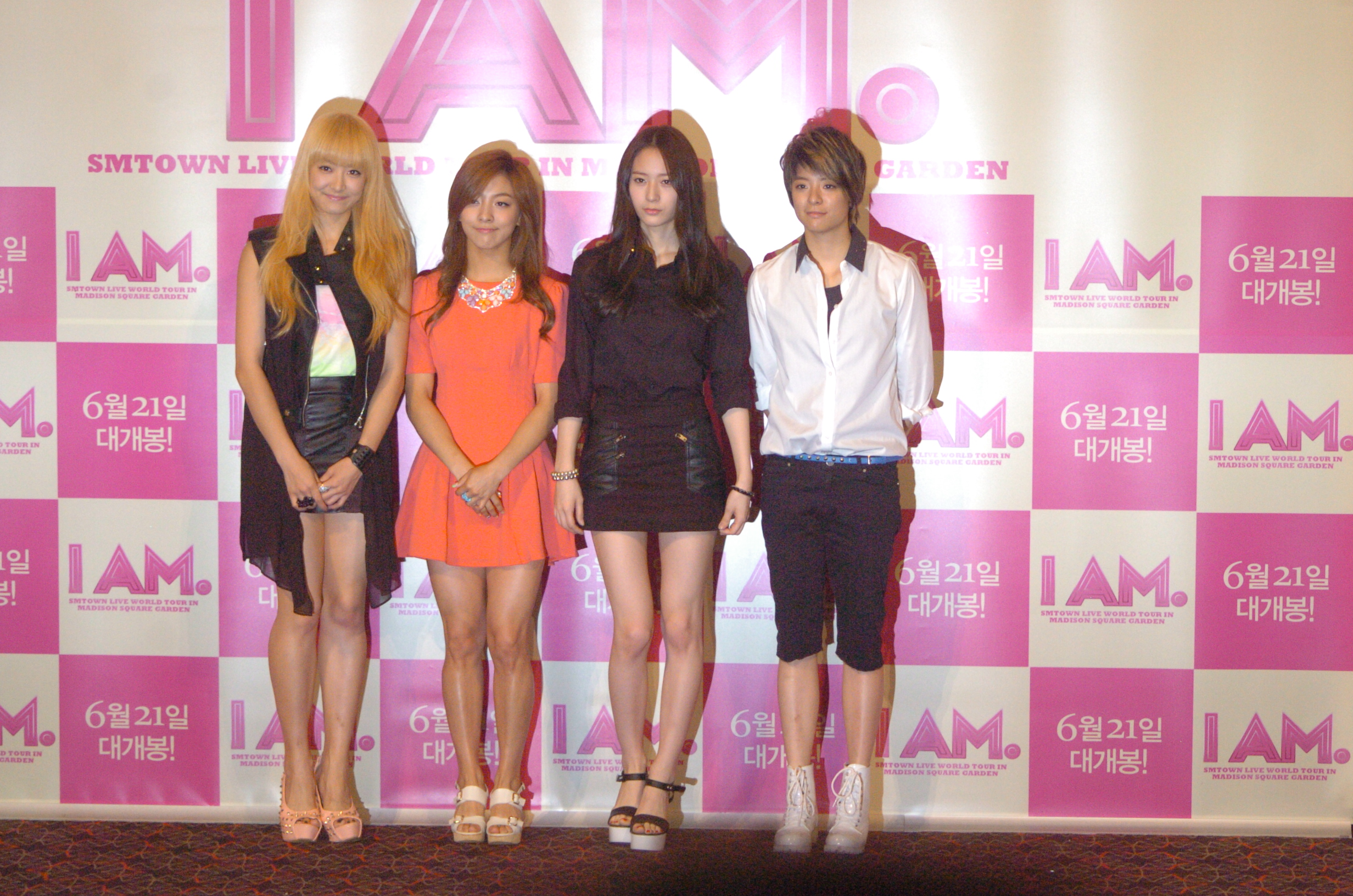
Victoria, Luna, Krystal et Amber à l'avant-première de I AM.

Le clip est également classé comme étant la vidéo de K-pop la plus consultée en Amérique et dans le monde entier durant le mois de juillet[réf. nécessaire].
Le 25 juillet, son agence SM Entertainment laisse un message d'explication sur la page Internet officielle des f(x). Il y est expliqué :

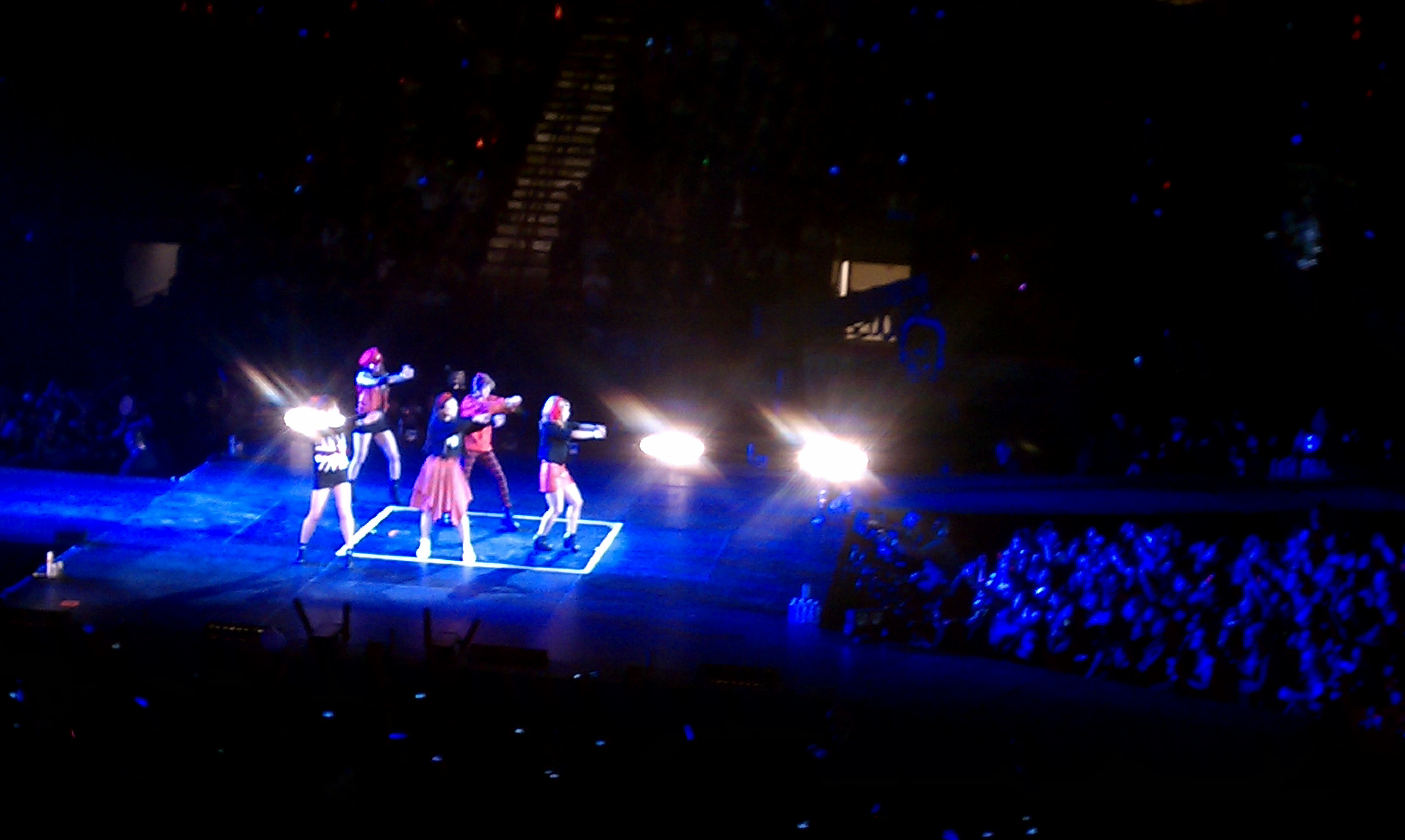
f(x) au NY Concert

« Physiquement mais également mentalement mal en point, Sulli a souhaité faire une pause dans ses activités/sa carrière. Après avoir soigneusement réfléchi, et afin de la protéger, l’agence a décidé de minimiser ses activités et lui offrir comme elle le souhaitait une période de repos/répit. Victoria, Luna, Amber et Krystal se produiront en groupe lors du concert SM Town à Séoul le 15 août et se concentreront par la suite à leurs activités promotionnelles. » Le label termine en écrivant : « Nous regrettons de faire ce genre d’annonce à vous, fans de f(x), et nous vous demandons de continuer à aimer et supporter le groupe f(x). »

### Summer Special, concerts et4 WALLS(2015-2016)
Le 30 mai 2015, SM Entertainment annonce que le groupe publiera son premier single japonais intitulé Summer Spécial Pinocchio / Hot Summer, le 22 juillet 2015. Le single contiendra Pinocchio et Hot Summer et ne devrait pas avoir de nouvelles chansons,. Toutefois, le DVD contiendra les clips vidéos de ces deux chansons. Lors de l’événement tenu à Osaka, pour la sortie du single, seules Krystal, Luna et Amber étaient présentes,. Victoria était absente due à sa santé, ses activités en Chine ainsi qu'un tournage en Angleterre,, quant à Sulli, elle n'est toujours pas revenue de sa pause,. 
Le 10 juillet, Amber lance sa propre chaîne Youtube, intitulée « What The Pineapple ».
Le 25 juin, il est annoncé que le groupe participera au London Korean Festival : Imagine Your Korea donnant une performance gratuite, au Trafalgar Square le 9 août, afin de célébrer le premier jour du festival,. Les filles y font leur première apparition officielle en tant que quatuor à la suite du départ de Sulli,.
Le 1er septembre, la SM Entertainment donne plus de précisions, quant au retour du groupe, qui, à la suite du départ de Sulli, se fera en tant que quatuor. Le label a ainsi déclaré : « Les f(x) tourneront leur nouveau MV le 11 septembre prochain, la date de leur comeback est encore indéterminée. Le groupe commencera les promotions de son nouvel opus cette année. » ,,.
Le 9 septembre, la SM Entertainment confirme que le quatuor sera de retour au mois d'octobre avec un quatrième album studio. Il s'agit du premier album qu'elles sortent, depuis que Sulli a décidé de quitter le groupe, pour poursuivre sa carrière d'actrice.
Le 11 septembre, plusieurs sources relayées par le média MyDaily révèlent le lieu de tournage du prochain clip du groupe : « Les f(x) se sont envolées en direction de l’Île de Jeju ce matin afin de filmer leur nouveau clip vidéo en toute discrétion. » Ce clip est celui qui sera utilisé pour illustrer la chanson titre du nouvel album du groupe, un album qui verra le jour début octobre.
Le 6 octobre, il est annoncé que les f(x) auront leur premier concert solo.
Le 19 octobre, SMTOWN crée un nouveau compte Instagram appelé "f(x) - 4 WALLS" et poste 9 photos pour le retour. SMTOWN poste sur le Twitter officiel des f(x) un lien du compte Instagram[pertinence contestée],. La SM annonce également qu'une exposition intitulée "f(x)'s 4 WALLS’ AN EXHIBIT" aura lieu du 21 au 16[pas clair] octobre.
Les photos teasers de Victoria sont exposées le 21 octobre, celles de Luna le lendemain, celles de Krystal le 23 octobre, et celles Amber le 24 octobre, à travers l'exposition "f(x)'s 4 WALLS’ AN EXHIBIT" et les mêmes jours des photos individuelles de haute qualité ont été postées sur le site officiel du groupe. Le 25 octobre, un teaser du clip et diverses photos de groupe ont été affichées sur le site officiel des f(x). Le 26 octobre, des extraits des titres de l'album sont mis en ligne sur l'Instagram officiel du groupe, et le clip complet de 4 WALLS est posté sur la chaîne YouTube officielle de la SM Entertainment. Le 27 octobre, le clip officiel de 4 Walls a plus de 1 978 673 vues sur YouTube,.
Le 22 octobre, la SM Entertainment annonce que f(x) auront un retour durant l’émission M! Countdown du sept jours plus tard, puis continuera avec des prestations dans les autres émissions musicales de la semaine, au Music Bank et au Music Core.

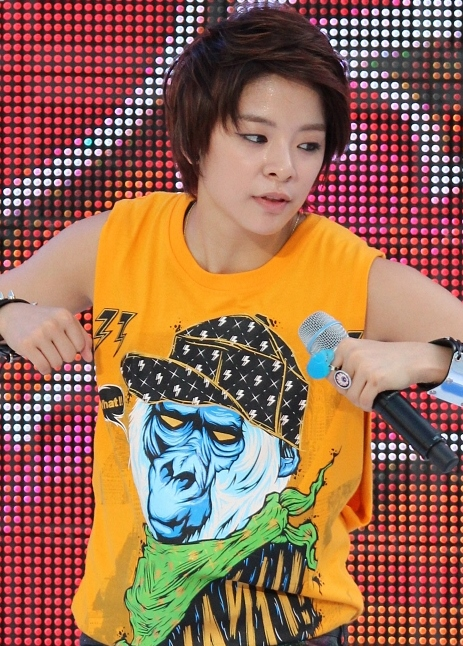
Amber performant au M Super Concert 2012

Le 6 décembre, la SM Entertainment a révélé que le groupe, aux côtés de compagnons de label Red Velvet et BoA, prendra part à un projet spécial hiver de l'agence, intitulé "Winter Garden", en publiant 12h25 (Wish List) le 15 décembre.
Le groupe sort une chanson EDM, All Mine, pour le projet SM Station le 22 juillet, dont le MV a été fait par Amber. Le 2 novembre, f(x) sort son deuxième single japonais  4 Walls / Cowboy, avec la version japonaise de 4 Walls, et les instrumentals de Cowboy et 4 Walls. Le 16 octobre, le clip d'Electric Shock surpasse 100 millions de vues, faisant de f(x) le troisième girlgroup coréen à dépasser ce cap.

#### Solos
Cette section ne s'appuie pas, ou pas assez, sur des sources secondaires ou tertiaires indépendantes du sujet. Le texte peut contenir des analyses inexactes ou inédites de sources primaires.
Pour l'améliorer, ajoutez-en, ou placez des modèles {{Source secondaire souhaitée}} ou {{Source secondaire nécessaire}} sur les passages mal sourcés. (juin 2025)
Le 13 février 2015, Amber fait ses débuts en tant qu'artiste solo avec la sortie de son premier EP, Beautiful. Le titre principal est Shake That Brass, interprété avec Taeyeon de Girls' Generation. Beautiful, une chanson de l'album, est une ballade écrite par elle-même sortie quelques jours avant, et dont le clip est composé de photos d'elle plus jeune.
Le 31 mai 2016, Luna fait à son tour ses débuts solos, avec son premier mini-album Free Somebody. L'album contient 6 chansons, dont le single du même nom.
Grâce au projet SM station, le groupe a pu sortir différents single cette année : Amber et Luna ont d'abord sorti Wave en mai puis Heartbeat en septembre. Luna sort It's You et Sound Of Your Heart avec d'autres artistes en décembre, puis Amber avec Borders, On My Own et Need To Feel Needed. Elle sort aussi une chanson entièrement anglaise appelée Breathe Again.
En 2017, Luna collabore avec Hani (EXID) et Solar (Mamamoo) pour le single digital Honey Bee, tandis que Krystal collabore avec June One Kim et sort le single anglais I Don't Wanna Love You. Malgré les rumeurs, SM dénie à de multiples reprises les débuts solos de Krystal en début d'année.

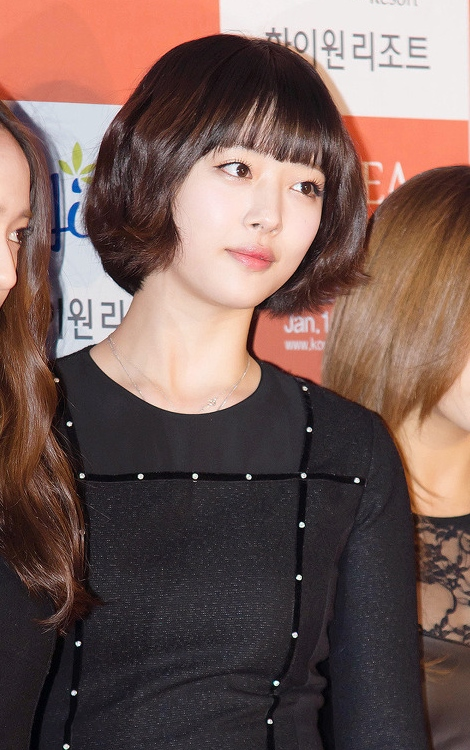
Sulli au Seoul Music Awards Red Carpet, le 31 janvier 2013.

#### Départ de Sulli
Selon plusieurs sources au sein de l'industrie musicale sud-coréenne, Sulli décide de mettre fin à ses activités en tant que membre de f(x), et se prépare actuellement[Quand ?] pour se lancer dans sa carrière solo en tant qu'actrice. Selon ces mêmes sources, le contrat de la jeune femme avec SM Entertainment faisant toujours loi à l'heure actuelle[Quand ?], elle n'a pour l'instant[Quand ?] pas pris la décision de quitter l'agence, mais préfère désormais[Quand ?] se concentrer sur une autre carrière que celle d'idole[réf. nécessaire].
Les membres de f(x) restantes, à savoir Amber, Luna, Victoria et Krystal, se prépareraient[réf. nécessaire] en ce moment[Quand ?] pour leur futur retour en tant que quatuor. Le groupe devrait[réf. nécessaire] faire son retour durant l'automne 2015. SM Entertainment s'exprime toutefois sur le sujet, via un communiqué révélant : « Rien n’a encore été déterminé concernant le départ de Sulli du groupe f(x). Les activités de groupe de Sulli seront étudiées avec précaution ».
Le 7 août, SM Entertainment a annoncé son désir de respecter la décision de Sulli. Celui-ci étant de quitter le groupe f(x) avec lequel elle a débuté, pour plutôt se concentrer sur une carrière d’actrice.
Les f(x) continuent donc leur carrière en tant que quatuor,.

### 1erconcertsolo et tournée japonaise (2016)
Le 28 octobre 2015, la SM Entertainment a révélé que le girl group tiendra son propre concert solo pour la première fois en janvier prochain. Toujours selon l'agence, le concert aura lieu au Seoul Olympic Park Olympic Hall, les 30 et 31 janvier 2016,.
Quelques jours plus tard, elle confirme également, pour février prochain, leur première tournée japonaise depuis leurs débuts coréens en 2009,. La tournée débutera le 20 février à Tokyo et se terminera le 28, en préfecture d'Achi.
Le 3 décembre , les premiers posters promotionnels pour les concerts du groupe sont mis en ligne, il est révélé que les événements seront intitulés f(x) The 1st Concert : "Dimension 4 Docking Station". Les places de concert seront en vente dès le 10 décembre à 20h (heure de Séoul), sur le site de Yes24,.
Le 29 décembre, la SM Entertainment a annoncé avoir ajouté une date aux concerts coréens du groupe qui jouera donc également le 29 janvier, l’agence a également a ajouté sur sa chaîne YouTube officielle un teaser vidéo pour les concerts. La vente des tickets pour cette date débutera le 4 janvier à 20h (heure coréenne) dans les points de vente habituels,.
Le 31 mai 2016, Luna sort son premier mini-album nommé Free Somebody.
Il a été annoncé que le groupe viendrait à la KCON 2016 de Paris prenant place le 2 juin à l'AccorHotels Arena. Malheureusement, le groupe ne sera pas au complet à cause des activités solo de Victoria se trouvant alors en Chine.

## Membres
| Nom de scène | Nom de scène | Nom de naissance  | Nom de naissance | Date de naissance | Nationalité              | Position                                                                                     |
| Romanisé     | Coréen       | Romanisé          | Cor./chi.        | Date de naissance | Nationalité              | Position                                                                                     |
| ------------ | ------------ | ----------------- | ---------------- | ----------------- | ------------------------ | -------------------------------------------------------------------------------------------- |
| Victoria     | 빅토리아     | Song Qian         | 송전             | 2 février 1987    | Chinoise                 | Leader, danseuse principale, rappeuse principale, chanteuse secondaire, unnie (la plus âgée) |
| Amber        | 엠버         | Liu Yi Yun        | 유은영           | 18 septembre 1992 | Taïwano/ Américaine      | Rappeuse principale, chanteuse secondaire                                                    |
| Luna         | 루나         | Park Sun Young    | 박선영           | 12 août 1993      | Sud-coréenne             | Chanteuse principale, danseuse principale                                                    |
| Krystal      | 크리스탈     | Chrystal Soo Jung | 크리스탈 수정    | 24 octobre 1994   | Sud-coréano / Américaine | Chanteuse principale, visuel, maknae (la plus jeune)                                         |

### Ancien membre
| Nom de scène | Nom de scène | Nom de naissance | Nom de naissance | Date de naissance | Date de décès   | Nationalité  | Position                                          | Date de départ |
| Romanisé     | Coréen       | Romanisé         | Cor./chi.        | Date de naissance | Date de décès   | Nationalité  | Position                                          | Date de départ |
| ------------ | ------------ | ---------------- | ---------------- | ----------------- | --------------- | ------------ | ------------------------------------------------- | -------------- |
| Sulli        | 설리         | Choi Jin Ri      | 최 진리          | 29 mars 1994      | 14 octobre 2019 | Sud-coréenne | Chanteuse secondaire, rappeuse secondaire, visuel | 7 août 2015    |

## Discographie
| - Pinocchio (2011) - Pink Tape (2013) - Red Light (2014) - 4 WALLS (2015) - Nu ABO (2010) - Electric Shock (2012) | - Hot Summer (2011) - Chu~♡ (2009) - I Love You, I love You (2010) (More Charming By The Day OST) - Journey / Is It OK? (2011) (Paradise Ranch OST) - Winter Garden (2015) - SUMMER SPECIAL Pinocchio / Hot Summer (2015) |

## Vidéographie

### Clips vidéos
| - 2009: La Cha Ta - 2009: Chu~ - 2010: Nu ABO - 2011: Pinocchio (Danger) - 2011: Hot Summer - 2012: Electric Shock - 2013 : Rum Pum Pum Pum - 2014 : Red Light - 2015 : 4 Walls | - 2012 : Hot Summer - 2015 : Pinocchio (Danger) - 2010 : Lollipop feat. M.I.C | - 2009 : Chocolate Love - 2010 : Thrill Love - 2010 : Hard But Easy - 2010 : Beautiful Day - 2013 : Pink Tape Art Film - 2015 : 12:25 (Wish List) |

## Filmographie
| Année | Titre                                       | Notes                                                                 | Rôle        |
| ----- | ------------------------------------------- | --------------------------------------------------------------------- | ----------- |
| 2012  | I AM.                                       | Documentaire sur SM Town Live '10 World Tour au Madison Square Garden | Elles-mêmes |
| 2012  | SM Town Live in Tokyo Special Edition in 3D | Documentaire sur SM Town Live World Tour III à Tokyo                  | Elles-mêmes |
| 2015  | SM TOWN THE STAGE                           | Documentaire sur SM Town Live World Tour 4 à Tokyo                    | Elles-mêmes |

### Téléréalité
| Année        | Titre              | Épisodes                                                        | Notes                                                                        |
| ------------ | ------------------ | --------------------------------------------------------------- | ---------------------------------------------------------------------------- |
| 2010         | Hello f(x)         | Toutes                                                          | f(x) voyage en Afrique, en Thaïlande et au Japon.                            |
| 2010–11      | f(x)'s Koala       | Toutes                                                          | Amber n'a pas participé à l'émission en raison d'une blessure à la cheville. |
| 2010–présent | Star King          | Récurrentes                                                     | Les membres ont des rôles récurrents.                                        |
| 2013         | Amazing f(x)       | Toutes                                                          | f(x) voyage en Nouvelle-Zélande pour compléter une liste de paris.           |
| 2013         | Hello Councelor    | Summer spécial                                                  |                                                                              |
| 2013         | Go! f(x)           | L'émission ne comporte qu'un seul épisode                       | L'émission suit f(x) lors d'un voyage à Austin, LA et Hollywood.             |
| 2014         | Jessica & Krystal  | Krystal : Tous. Victoria, Amber, Luna et Sulli : 5 & 6.         | L'émission suit Krystal et sa sœur dans leur vie de tous les jours.          |
| 2014         | The Ultimate group | L'émission ne comporte qu'un seul épisode                       | Sulli n'a pas participé a l’émission.                                        |
| 2015         | F(x) = 1 cm        | 8 épisodes où les f(x) font des visites surprises à leurs fans. | Première émission depuis le départ de Sulli.                                 |

## Concerts
| - f(x) The 1st Live Concert : "DIMENSION 4 – Docking Station" (2016) | - F(x) : The 1st Japan Tour: "DIMENSION 4 – Docking Station" (2016) |

| - SM Town Live '10 World Tour (2010-2011) - SM Town Live World Tour III (2012-2013) - SM Town Week: "Christmas Wonderland" (avec EXO) (2013) - SM Town Live World Tour IV (2014) |

## Récompenses et nominations

### En Corée

#### Bugs Music Awards
| Année | Travail nommé      | Titre                   | Résultat |
| ----- | ------------------ | ----------------------- | -------- |
| 2009  | f(x)               | Best New Artist         | Lauréat  |
| 2011  | Pinocchio (Danger) | Music Video of the Year | Lauréat  |

#### Cyworld Digital Music Awards
| Année | Travail nommé | Titre                           | Résultat |
| ----- | ------------- | ------------------------------- | -------- |
| 2009  | f(x)          | Rookie of the Month (septembre) | Lauréat  |

#### Golden Disk Awards
| Année | Travail nommé        | Titre                     | Résultat   |
| ----- | -------------------- | ------------------------- | ---------- |
| 2012  | "Pinocchio (Danger)" | Disk Bonsang              | Lauréat    |
| 2012  | "Pinocchio (Danger)" | Digital Bonsang           | Nomination |
| 2012  | f(x)                 | Most Popular Artist Award | Nomination |
| 2013  | "Electric Shock"     | Disk Bonsang              | Nomination |
| 2013  | "Electric Shock"     | Digital Bonsang           | Lauréat    |
| 2013  | f(x)                 | Most Popular Artist Award | Nomination |
| 2014  | "Pink Tape"          | Disk Bonsang              | Lauréat    |
| 2015  | "Red Light"          | Disk Bonsang              | Nomination |
| 2016  | "4 Walls"            | Disk Bonsang              | Lauréat    |
| 2016  | "4 Walls"            | Digital Bonsang           | Nomination |

#### Korean Entertainment Arts Awards
| Année | Travail nommé | Titre                | Résultat |
| ----- | ------------- | -------------------- | -------- |
| 2010  | f(x)          | Rookie Singer Awards | Lauréat  |
| 2013  | f(x)          | Group Singer Award   | Lauréat  |
| 2014  | f(x)          | Group Singer Award   | Lauréat  |

#### Korean Music Awards
| Année | Travail nommé      | Titre                                   | Résultat   |
| ----- | ------------------ | --------------------------------------- | ---------- |
| 2011  | Nu ABO             | Best Dance & Electronic Song            | Nomination |
| 2011  | f(x)               | Group/Musician of the Year Netizen Vote | Lauréat    |
| 2012  | Pinocchio (Danger) | Best Dance & Electronic Song            | Nomination |
| 2012  | Pinocchio (Danger) | Best Dance & Electronic Album           | Nomination |
| 2013  | Electric Shock     | Best Dance & Electronic Song            | Lauréat    |
| 2013  | Jet                | Best Dance & Electronic Song            | Nomination |
| 2013  | Electric Shock     | Best Dance & Electronic Album           | Nomination |
| 2014  | Rum Pum Pum Pum    | Best Dance & Electronic Song            | Nomination |
| 2014  | Pink Tape          | Best Dance & Electronic Album           | Nomination |

#### Melon Music Awards
| Année | Travail nommé | Titre                           | Résultat   |
| ----- | ------------- | ------------------------------- | ---------- |
| 2011  | f(x)          | Top 10 Artist Winners (Bonsang) | Lauréat    |
| 2013  | f(x)          | Top 10 Artist Winners (Bonsang) | Nomination |
| 2013  | f(x)          | MBC Music Star Award            | Lauréat    |

#### Mnet 20's Choice Awards
| Année | Travail nommé      | Titre                | Résultat   |
| ----- | ------------------ | -------------------- | ---------- |
| 2011  | f(x)               | Hot Blue Carpet Star | Lauréat    |
| 2011  | f(x)               | Hot Trend Musician   | Lauréat    |
| 2011  | Pinocchio (Danger) | Hot Online Song      | Nomination |

#### Mnet Asian Music Awards(MAMA)
| Année | Travail nommé              | Titre                         | Résultat   |
| ----- | -------------------------- | ----------------------------- | ---------- |
| 2009  | "La Cha Ta"                | Best New Female Artists       | Nomination |
| 2010  | Nu ABO                     | Best Dance & Electronic Song  | Nomination |
| 2011  | f(x)                       | Best Female Group             | Nomination |
| 2011  | f(x)                       | Artist of the Year            | Nomination |
| 2012  | f(x)                       | Best Dance Performance-Female | Lauréat    |
| 2012  | f(x)                       | Best Global Group             | Nomination |
| 2012  | Electric Shock             | Song of the Year              | Nomination |
| 2013  | f(x)                       | Best Female Group             | Nomination |
| 2013  | f(x)                       | Artist of the Year            | Nomination |
| 2015  | "4 Walls"                  | Best Music Video              | Nomination |
| 2015  | "Shake That Brass" (Amber) | Best Dance Performance - Solo | Nomination |
| 2015  | f(x)                       | Global Choice Female Group    | Lauréat    |

#### MTV Daum Music Fest
| Année | Travail nommé | Titre  | Résultat |
| ----- | ------------- | ------ | -------- |
| 2011  | f(x)          | Trendy | Lauréat  |
| 2011  | f(x)          | Rising | Lauréat  |

#### Seoul Music Awards
| Année | Travail nommé  | Titre                | Résultat   |
| ----- | -------------- | -------------------- | ---------- |
| 2009  | f(x)           | Newcomer Award       | Nomination |
| 2013  | Electric Shock | Bonsang Awards       | Lauréat    |
| 2015  | Red Light      | Bonsang Awards       | Nomination |
| 2015  | f(x)           | Popularity Award     | Nomination |
| 2015  | f(x)           | Hallyu Special Award | Nomination |

#### SBS MTV Best of The Best
| Année | Travail nommé | Titre             | Résultat |
| ----- | ------------- | ----------------- | -------- |
| 2012  | f(x)          | Best Group Female | Lauréat  |
| 2013  | f(x)          | Best Group Female | Lauréat  |

### En Chine

#### MTV Taiwan
| Année | Travail nommé | Titre                      | Résultat |
| ----- | ------------- | -------------------------- | -------- |
| 2011  | f(x)          | Artist of the Month (juin) | Lauréat  |

#### Top Chinese Music Awards
| Année | Travail nommé | Titre                                        | Résultat |
| ----- | ------------- | -------------------------------------------- | -------- |
| 2014  | f(x)          | Overseas Outstanding Stage Performance Award | Lauréat  |

### À l'international

#### Red Dot Design Award
| Année | Travail nommé  | Titre                              | Résultat |
| ----- | -------------- | ---------------------------------- | -------- |
| 2014  | Electric Shock | Communication Design Award Package | Lauréat  |
| 2014  | Pink Tape      | Communication Design Award Package | Lauréat  |

#### Channel [V] Asia
| Année | Travail nommé | Titre                       | Résultat |
| ----- | ------------- | --------------------------- | -------- |
| 2014  | Red Light     | 15 Best K-pop Songs of 2014 | Lauréat  |

### Autres
| Année                                     | Titre                  | Travail nommé | Résultat |
| ----------------------------------------- | ---------------------- | ------------- | -------- |
| 17th Korean Cultural Entertainment Awards |                        |               |          |
| 2009                                      | Newcomer Award         | f(x)          | Lauréat  |
| Korea Lifestyle Awards                    |                        |               |          |
| 2010                                      | Style Icon of the Year | f(x)          | Lauréat  |
| 26th Annual Korea Best Dresser            |                        |               |          |
| 2010                                      | Best Singer Dresser    | f(x)          | Lauréat  |

### M! Countdown
| Année | Date        | Chanson                       |
| ----- | ----------- | ----------------------------- |
| 2011  | 5 mai       | "피노키오 (Danger)"           |
| 2011  | 12 mai      | "피노키오 (Danger)"           |
| 2011  | 19 mai      | "피노키오 (Danger)"           |
| 2011  | 30 juin     | "Hot Summer"                  |
| 2012  | 21 juin     | "Electric Shock"              |
| 2012  | 28 juin     | "Electric Shock"              |
| 2012  | 5 juillet   | "Electric Shock"              |
| 2013  | 8 août      | "첫 사랑니 (Rum Pum Pum Pum)" |
| 2014  | 17 juillet  | "Red Light"                   |
| 2015  | 5 novembre  | "4 WALLS",                    |
| 2015  | 19 novembre | "4 WALLS",                    |

### Music Bank
| Année | Date        | Chanson                       |
| ----- | ----------- | ----------------------------- |
| 2011  | 29 avril    | "피노키오 (Danger)"           |
| 2011  | 20 mai      | "피노키오 (Danger)"           |
| 2012  | 22 juin     | "Electric Shock"              |
| 2012  | 29 juin     | "Electric Shock"              |
| 2013  | 9 août      | "첫 사랑니 (Rum Pum Pum Pum)" |
| 2014  | 18 juillet  | "Red Light"                   |
| 2015  | 6 novembre  | "4 WALLS",                    |
| 2015  | 13 novembre | "4 WALLS",                    |

### Inkigayo
| Année | Date        | Chanson                       |
| ----- | ----------- | ----------------------------- |
| 2011  | 8 mai       | "피노키오 (Danger)"           |
| 2011  | 15 mai      | "피노키오 (Danger)"           |
| 2011  | 22 mai      | "피노키오 (Danger)"           |
| 2011  | 26 juin     | "Hot Summer"                  |
| 2012  | 1er juillet | "Electric Shock"              |
| 2012  | 8 juillet   | "Electric Shock"              |
| 2013  | 11 août     | "첫 사랑니 (Rum Pum Pum Pum)" |
| 2014  | 20 juillet  | "Red Light"                   |

### Show Champion
| Année | Date       | Chanson                       |
| ----- | ---------- | ----------------------------- |
| 2012  | 26 juin    | "Electric Shock"              |
| 2012  | 3 juillet  | "Electric Shock"              |
| 2013  | 7 août     | "첫 사랑니 (Rum Pum Pum Pum)" |
| 2014  | 16 juillet | "Red Light"                   |

### Show! Music Core
| Année | Date       | Chanson     |
| ----- | ---------- | ----------- |
| 2014  | 19 juillet | "Red Light" |

### The Show
| Année | Date        | Chanson   |
| ----- | ----------- | --------- |
| 2015  | 10 novembre | "4 WALLS" |